# دژ آچاسان
دژ آچاسان (کره‌ای: 아차산성; هانجا: 阿且山城) یک دژ خاکی کره‌ای مربوط به دوران سه پادشاهی کره در کوه آچاسان، در سئول، کره جنوبی است. این بنا که در ابتدا توسط باکجه ساخته شده بود، به نوبت توسط هر یک از سه پادشاهی اشغال شد. در ارتفاع ۲۰۰ متری از سطح دریا قرار دارد. محیط آن تقریباً ۱ کیلومتر و مساحت آن حدود ۳۳۷۵ متر مربع است.
اولین اشاره به این دژ در اسناد تاریخی از گفته‌های سامگوک ساگی می‌آید که در آن آمده است: پادشاه چکگیه دستور داد تا آن را در برابر حمله احتمالی امپراتوری گوگوریو تقویت کنند. در آن زمان، دژ آچاسان نقش کلیدی در دفاع از هان سونگ، پایتخت بکجه از شمال ایفا می‌کرد.
در سال ۴۷۵، گوگوریو این استحکامات و دیگر استحکامات بکجه را تصرف کرد و پادشاه گون‌گه‌رو به کوه آچا آورده و توسط گوگوریو اعدام شد.
دژ آچاسان در سال ۱۹۷۳ به عنوان یک بنای تاریخی تعیین شد و از آن زمان به یک مقصد گردشگری محلی رایج تبدیل شده است.

## حفاری
در اولین کاوش انجام شده در سال‌های ۱۹۹۸ و ۱۹۹۹، بقایای قلعه آچاسان در منطقه گوری-سی کشف شد و در کاوش دوم، قلعه آچاسان در منطقه گوانگجین-گو کاوش شد. در نتیجه، دیوارهای قلعه گوگوریو، محل‌های ساخت و ساز، اوندول (سیستم گرمایش از کف) و مخازن آب در قلعه از کاوش اول تأیید شدند و مقدار قابل توجهی آهن‌آلات و سفال جمع‌آوری شد. در کاوش دوم قلعه آچاسان، دیوارهای قلعه گوگوریو، محل‌های ساخت و ساز و محل‌های برکه تأیید شدند و آهن‌آلات و سفال جمع‌آوری گردید. 
از سال ۲۰۱۵، گوانگجین-گو کاوش‌های مشترکی را در این منطقه با موسسه باستان‌شناسی محیط زیست کره انجام می‌دهد. در ۷ سپتامبر ۲۰۱۶، تعداد زیادی از آثار باستانی مربوط به دوره سه پادشاهی، از جمله یک تاسیسات زهکشی از سفال‌های شیلا و گوگوریو، کشف شد. در میان آنها، تزئینات کاشی سقف با طرح نیلوفر آبی از گوگوریو، «یئونهوامون وادانگ»، از نظر شکل با کاشی سقف کاوش شده از هونگریونبونگ اول بورو، یک مکان تاریخی گوگوریو در نزدیکی قلعه آچاسانسونگ، یکسان است. 
در دیوار بیرونی ۹۰ متری دیوار جنوبی قلعه آچاسان‌سونگ، تأسیسات تقویت‌کننده دیوار بیرونی و خروجی‌های آب (۳ مکان) و ورودی‌های آب (۲ مکان) در دیوار داخلی کشف شد و در برج دیده‌بانی، یک دیوار داخلی و خارجی، یک سنگر و تأسیسات بزرگ کشف شد. فرض بر این است که ژنرال‌ها در بالای برج دیده‌بانی، سربازان را بازرسی و فرماندهی می‌کردند.